# Матю Стоувър
Матю Удринг Стоувър (на английски: Matthew Woodring Stover) е американски писател на бестселъри в жанра фентъзи и научна фантастика.

## Биография и творчество
Матю Стоувър е роден на 29 януари 1962 г. в Данвил, Илинойс, САЩ. След завършването на гимназията през 1979 г. учи в Университета „Дрейк“. След дипломирането си през 1983 г. се премества в Чикаго. Там живее и работи дълги години преди да се премести в Сейнт Питърсбърг, Флорида. В Чикаго работи временни работи като барман, актьор, продуцент и драматург. Същевременно преследва писателската си кариера.
Изучава бойното изкуство джийт кун до при учителя Дигърбърг Бленд, което повлиява при описването на бойните сцени в произведенията му.
Първият му фентъзи роман „Iron Dawn“ от поредицата „Бара Пиктът“ е издаден през 1997. Става известен с романа си „Героите умират“ от втората му поредица „Отвъдие“. Приключенията на героя му Кейн продължават и в третата поредица „Акт на единство“ от 2008 г. Двете поредици са преиздадени като обща поредица –„Acts of Caine”.
От 2000 г. участва в написването на романи по филмовата сага „Междузвездни войни“ и романизацията на епизодите.
През 2010 г. прави романизация на видеоиграта „God of War“ със създателя ѝ Робърт Вардеман.
Матю Стоувър живее със семейството си в Кеноша.

## Произведения

### Самостоятелни романи
- The Real Flash Gordon (2001)

### Серия „Бара Пиктът“ (Barra the Pict)
1. Iron Dawn (1997)
2. Jericho Moon (1998)

### Серия „Отвъдие“ (Overworld)
1. Heroes Die (1998)
Героите умират, изд.: ИК „Колибри“, София (2014), прев. Васил Велчев
2. Blade of Tyshalle (2001)
Острието на Тишал, изд.: ИК „Колибри“, София (2015), прев. Васил Велчев

### Серия „Акт на единство“ (Act of Atonement)
1. Caine Black Knife (2008)
2. Caine's Law (2012)

### Серия „Бог на войната“ (God of War)
- God of War (2010) – романизация на видеоиграта God of War, с Робърт Е. Вардеман

### Участие в общи серии с други писатели

#### Серия „Междузвездни войни: Новите джедаи“ (Star Wars: New Jedi Order) =
13. Traitor (2000)
от серията има още 23 романа от различни автори

#### Серия „Междузвездни войни: Войните на клонингите“ (Star Wars: Clone Wars)
* Shatterpoint (2003)
от серията има още 37 романа от различни автори

#### Серия „Междузвездни войни: Епизод III“ (Star Wars: Episode III)
* Revenge of the Sith (2005) – романизация по сценария на Джордж Лукас
Епизод 3: Отмъщението на ситите, изд.: ИК „Труд“, София (2006), прев. Владимир Молев

#### Серия „Междузвездни войни“ (Star Wars)
* Star Wars On Trial (2006) – с Дейвид Брин
* The Dark Lord Trilogy (omnibus) (2006) – с Джеймс Луцено
* Luke Skywalker and the Shadows of Mindor (2008)

### Сборници
- „A Friend in Thark“ в „A Princess of Mars“ (2012) – с Марк Данна, Даниъл Кийс Моран и Чък Розентал